# Antonino Monteleone (giornalista)
Antonino Monteleone (Reggio Calabria, 1º febbraio 1985) è un giornalista e conduttore televisivo italiano, giunto alla notorietà per la partecipazione al programma televisivo Le Iene.

## Biografia
Laureatosi in giurisprudenza, è giornalista professionista. Negli anni duemila fonda il suo blog personale, oscurato, primo in Italia, a seguito di una querela. In quegli anni è attivo nelle indagini sulle azioni della 'Ndrangheta in Calabria. Per questo motivo subisce un'azione di intimidazione che verrà perseguita come attentato con una condanna definitiva in Cassazione. Negli anni 2010 diventa autore televisivo, lavorando per la redazione di Report su Rai 3 prima e poi su LA7 collabora a Exit - Uscita di sicurezza e Piazzapulita.
Inviato de Le Iene dal 2017 al 2024, ha condotto dal 2022 fino alla conclusione del rapporto lavorativo con la rete di Mediaset, lo spin-off Le Iene presentano: Inside. Nell'aprile del 2024 Monteleone partecipa alla conferenza programmatica di Fratelli d'Italia "L'Italia cambia l'Europa". A ottobre passa alla conduzione del programma L'altra Italia, in prima serata su Rai 2, che però viene cancellato dopo cinque puntate a causa dei deludenti risultati in termini di ascolti. Nel febbraio del 2025 passa alla conduzione di Linea di confine, in onda sempre su Rai 2 nella seconda serata del mercoledì. Il programma è stato cancellato dai successivi palinsesti a causa dei bassi ascolti.

### Procedimenti giudiziari
Il 14 febbraio 2022 il Tribunale di Torino lo ha condannato per diffamazione aggravata in danno dell'avvocato Michele Briamonte, in relazione all'inchiesta televisiva sulla morte di David Rossi, capo della comunicazione del Monte dei Paschi di Siena. La condanna ha riguardato alcune dichiarazioni dell'allora legale dei famigliari di David Rossi, che sarebbero state registrate di nascosto da Monteleone e assemblate insieme ad altre interviste, in modo da ipotizzare un presunto coinvolgimento dell'avvocato Briamonte tra il Monte dei Paschi di Siena e lo Ior. Il Tribunale ha condannato Monteleone anche al risarcimento dei danni, quantificati in via provvisionale in 20mila euro. La Corte d'Appello di Torino, con sentenza pronunciata in data 1º luglio 2024, accogliendo la richiesta della Procura Generale e della difesa di Monteleone, ha annullato la sentenza, dichiarando che il Tribunale di Torino ha erroneamente applicato la legge penale non riconoscendo il proprio difetto di giurisdizione. Per effetto di tale pronuncia gli atti sono stati trasmessi alla Procura della Repubblica di Monza e il procedimento è retrocesso alla fase delle indagini preliminari.
Il 7 marzo 2025 il tribunale di Torino ha condannato per diffamazione Monteleone, Emanuele Bissattini e Mattia Ammirati per il libro David Rossi. Una storia italiana e ha disposto il versamento di un risarcimento in denaro e il rimborso delle le spese legali. Secondo la sentenza alcuni contenuti del libro erano «non veri» e idonei a indurre il lettore a credere ad un coinvolgimento dell'avvocato Michele Briamonte nella morte di David Rossi.

## Vita privata
Il 31 agosto 2021 si unisce in matrimonio con l'avvocatessa Claudia Parrinello, segretaria di Giorgio Mulè. Nel luglio del 2023 la coppia ha un figlio.

## Programmi televisivi
- Exit - Uscita di sicurezza (LA7, 2010-2011) - inviato
- Report (Rai 3, 2011-2013) - inviato
- Piazzapulita (LA7, 2013-2017) - inviato
- Le Iene (Italia 1, 2017-2024) - inviato
- Le Iene presentano: Inside (Italia 1, 2022-2024) - conduttore
- L'altra Italia (Rai 2, 2024) - conduttore
- Linea di confine (Rai 2, 2025) - conduttore

## Opere
- O mia bella madu'ndrina: da nord a sud l'inarrestabile ascesa della 'ndrangheta, con Felice Manti, 2010, Roma, Aliberti Editore, ISBN 978-88-7424-643-4.
- David Rossi: una storia italiana. Il crack di una banca, la morte di un manager, l'ombra del Vaticano, con Emanuele Bissattini e Mattia Ammirati, 2019, Roma, Round Robin, ISBN 978-88-94953-43-5.
- Erba, con Francesco Priano, 2023, Milano, Edizioni Piemme, ISBN 978-88-566-9407-9.